# Guizotia schimperi
Guizotia schimperi là một loài thực vật có hoa trong họ Cúc. Loài này được Sch.Bip. ex Walp. mô tả khoa học đầu tiên năm 1846.